# 체렌코프 효과

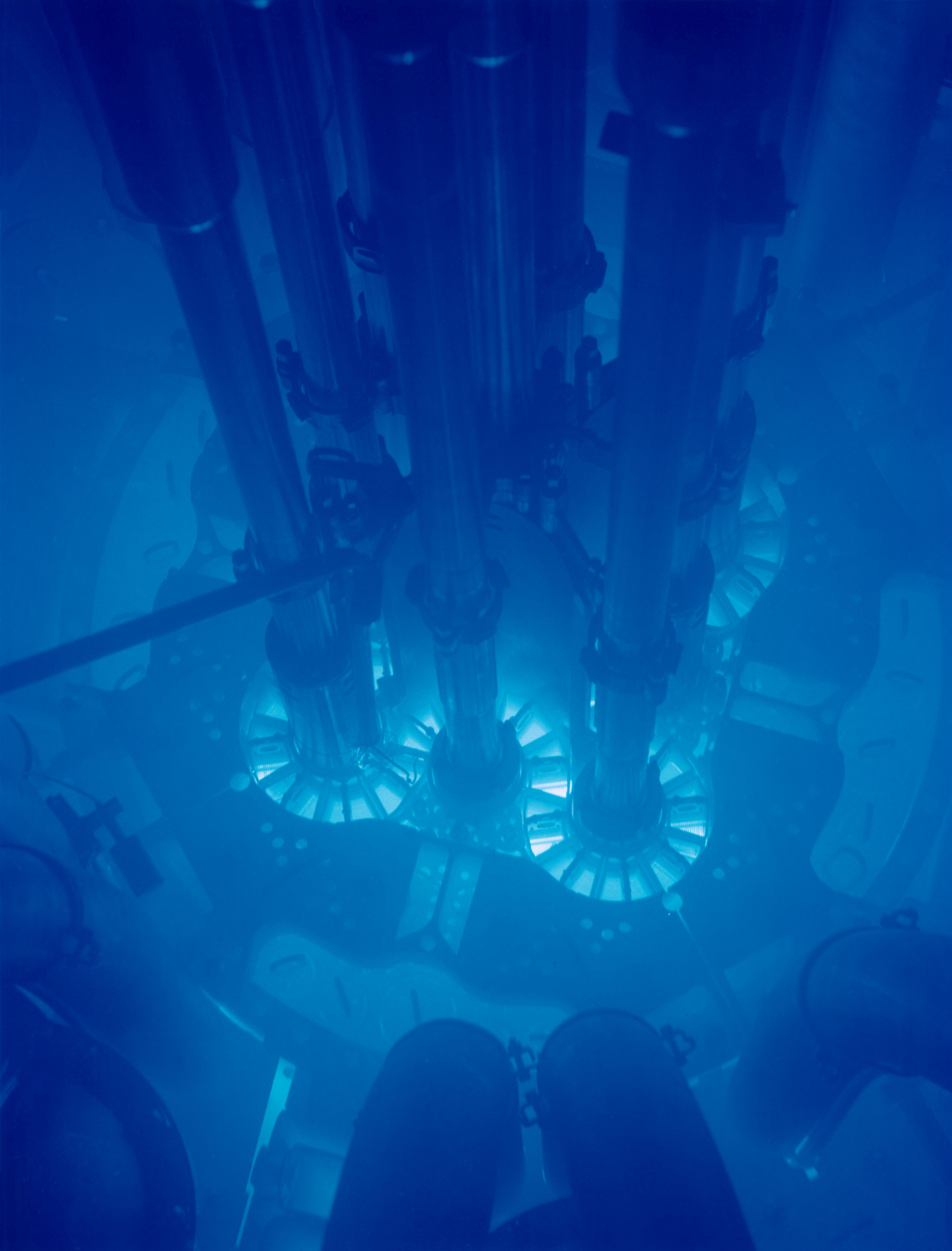
개량 실험로의 노심에서 일어나는 체렌코프 복사 효과.

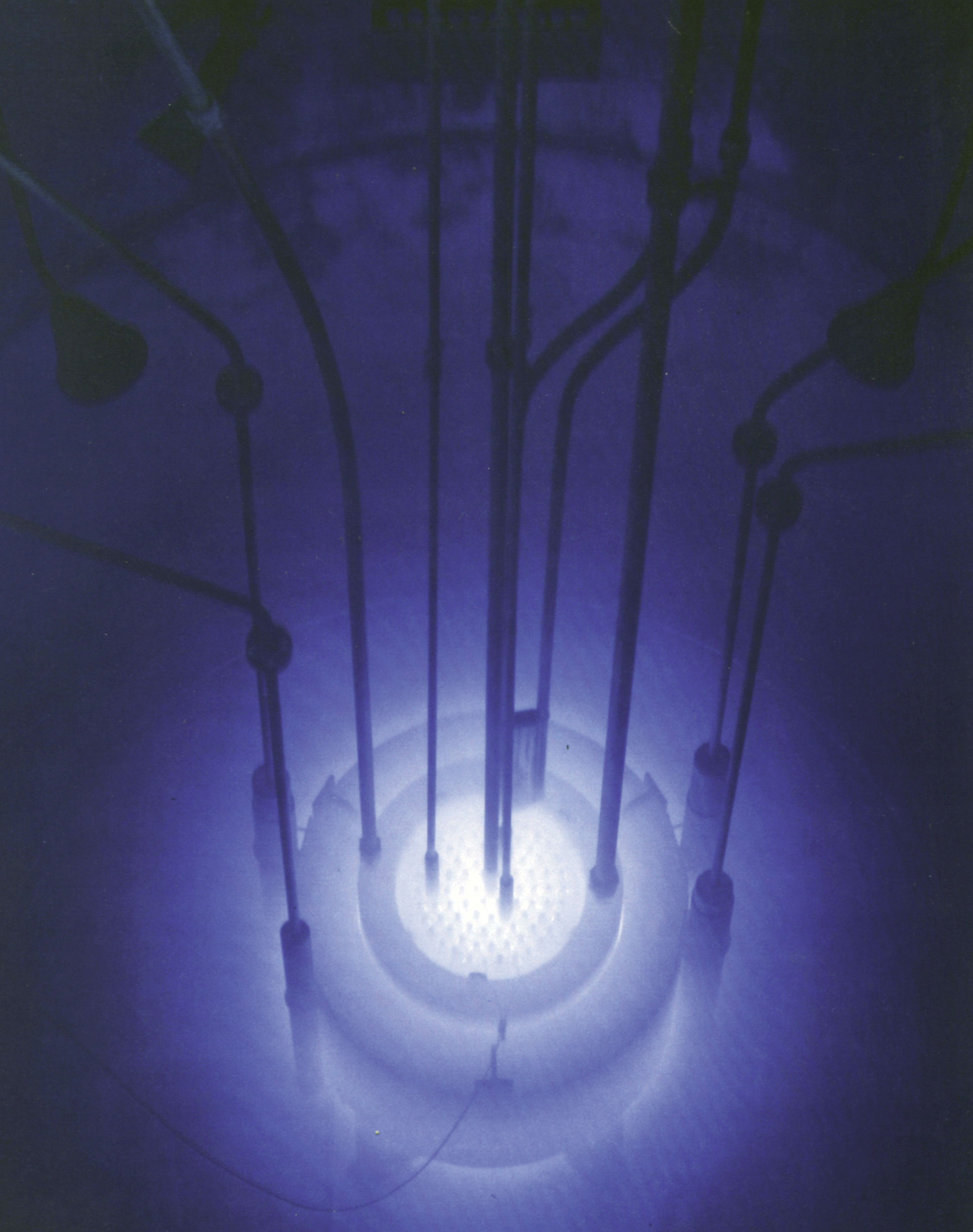
리드 연구용 원자로에서 일어나는 체렌코프 복사 효과.

체렌코프 효과의 원리를 나타낸 애니메이션.

체렌코프 효과(Čerenkov效果, 영어: Čerenkov effect), 바빌로프-체렌코프 효과(Vavilov–Cherenkov radiation) 라고도 알려져 있다. 하전 입자(예:전자)가 매질에서의 빛의 위상속도({\displaystyle c=1/{\sqrt {\epsilon \mu }}})보다 더 빠른 속도로 유전체 매질을 통과할 때 전자기파를 방출하는 효과다. 수중 원자로가 푸른 빛을 내는 특성을 가진 이유는 이 효과를 통해 방출되는 전자기파 때문이다. 그리고 이 때 방출되는 전자기파를 체렌코프 복사(영어: Čerenkov radiation)라고 부른다.
체렌코프 효과의 이름은 발견자인 소비에트 연방의 물리학자 파벨 알렉세예비치 체렌코프의 이름을 따서 붙여졌다. 체렌코프는 이 효과를 1934년 처음으로 발견하고 이 공로로 1958년 노벨 물리학상을 수여받았다. 이 효과에 대한 이론은 후에 이고르 탐과 일리야 프란크가 아인슈타인의 특수 상대성 이론을 기반으로 하여 발전시켰다. 그들 또한 체렌코프와 함께 노벨상을 수상했다.
체렌코프 효과는 영국의 수리 물리학자이자 전기 공학자인 올리버 헤비사이드가 1888-89년 출판했던 논문에 의해서 이론적으로 예견된 바가 있다.

## 물리적 유래
전기역학에 따르면, 진공 상태에서의 빛의 속도는 보편적인 상수(c)를 갖는다. 하지만 빛이 타 매질 내에서 전파되는 속도는 c보다 상당히 낮을 수 있다. 실제 예를 들자면, 물속에서의 빛 전파 속도는 0.75c에 불과하다. 물질은 핵반응을 통해, 또는 입자 가속기 속에서 이 이상으로 가속할 수 있다. (하지만 여전히 c 미만의 속도를 가짐) 체렌코프 효과는 대전 입자, 그 중에서도 가장 일반적으로 전자가 그 매질에서의 광속보다 더 빠른 속도로 유전체 (전기학상으로 분극 가능한) 매질을 통과할 때 생긴다.
이때 말하는 빛의 속도는 빛의 군속도가 아닌 위상 속도이다. 위상 속도는 주기적으로 매질을 사용함으로써 극적으로 바꿀 수 있으며, 이 경우에는 최소 입자 속도에 도달하지 않더라도 체렌코프 효과를 관찰할 수 있다(이것은 스미스-퍼셀 효과로 알려져 있다). 광자 결정 등의 복잡하고 주기적인 매질에서는 역방향 방사선과 같은 특이하고 다양한 체렌코프 효과의 모습을 관찰할 수 있다. (일반적으로 체렌코프 효과는 입자 속도의 예각 방향으로 방사됨)

체렌코프 효과의 기하학. (굴절이 없는 이상적인 경우)

하전 입자가 이동함에 따라 하전 입자는 그 매질의 국소 전자기장을 방해한다. 특히, 매질은 입자의 전기장에 의해 전기적으로 분극화된다. 입자가 천천히 움직이면 방해는 탄력적으로 완화되고 입자가 지나갈 때 물리적 평형 상태로 되돌아간다. 입자가 충분히 빠르게 이동할 때에도 불구하고 입자의 반응속도가 제한되는 것은 입자의 각성 후에 방해가 있다는 것을 나타낸다. 그리고 이러한 방해에 포함되어 있는 에너지는 응집력 있는 충격파로서 방사된다.
체렌코프 효과는 초음속 항공기나 총알이 이동할 때 생기는 소닉붐으로 종종 비유되곤 한다.
초음속체에 의해서 생성된 음파는 소리의 속도로 전파되는데(그러므로 음파는 초음속체보다 느린 속도를 갖게 된다). 따라서 음파는 초음속체보다 느리게 움직이게 되며, 초음속체보다 앞으로 나아갈 수 없게 된다. 그로 인해 초음속체보다 느리게 움직이던 소리가 초음속체보다 먼저 진행되던 소리와 부딪혀 공기가 급격히 압축되고, 그것이 충격파를 형성한다. 비슷한 현상으로 하전 입자가 절연체를 통과할 때 가벼운 광파를 형성한다.
이 문서의 네 번째 그림에서 입자(빨간색 화살표)는 {\displaystyle c/n<v_{\text{p}}<c}와 같은 {\displaystyle v_{\text{p}}}의 속도로 이동한다. 여기서 {\displaystyle c}는 진공 상태에서의 빛의 속도이고, {\displaystyle n}은 매질의 굴절률이다. (매질이 물일 경우 상태가 {\displaystyle n=1.33}인 이유는 물이 20 °C일 때에 {\displaystyle 0.75c<v_{\text{p}}<c}이기 때문)
입자의 속도와 빛의 속도 사이의 비율을 {\displaystyle \beta =v_{\text{p}}/c}로 정의하도록 하겠다. 방출된 광파(파란색 화살표)는 {\displaystyle v_{\text{em}}=c/n}의 속도로 이동한다.
삼각형의 왼쪽 모서리는 초기의 순간인 (t = 0)에서 초광속 입자의 위치를 나타낸다. 삼각형의 오른쪽 모서리는 나중에 시간 t에서 입자의 위치를 나타낸다. t가 주어진다면 입자가 이동하는 거리는 {\displaystyle x_{\text{p}}=v_{\text{p}}t=\beta \,ct}이며,
방출된 전자기파는 {\displaystyle x_{\text{em}}=v_{\text{em}}t={\frac {c}{n}}t} 의 거리를 이동한다.
그렇기에 방사 각도는 {\displaystyle \cos \theta ={\frac {1}{n\beta }}} 라는 결론이 나온다.
이 비율은 시간과 무관하므로, 임의의 시간을 적용하더라도 닮은꼴의 삼각형을 얻을 수 있다. 각도는 동일하게 유지된다. 즉, 초기 시간 t = 0과 마지막 시간 t 사이에 생성된 후속파가 표시된 오른쪽 끝점과 일치하는, 유사한 삼각형을 형성한다는 것이다.

### 체렌코프 효과의 역(逆)
체렌코프 효과의 역(逆)은 '음의 굴절률의 메타물질'이라는 물질을 사용하여 증명할 수 있다.

## 같이 보기
- 소음의 색상
- 제동 복사
- 초광속
- 광원 목록
- 타키온